# آبی (دا با دی)
«آبی (دا با دی)» (به انگلیسی: Blue (Da Ba Dee)) ترانه‌ای از گروه ایتالیایی ایفل ۶۵ است. این قطعه که معروف‌ترین اثر ایفل ۶۵ است در اکتبر ۱۹۹۸ در ایتالیا منتشر شد. عدم استقبال ایستگاه‌های رادیویی ایتالیا از «آبی» باعث نومیدی اعضای ایفل ۶۵ شد اما پس از پخش جهانی آن در سال ۱۹۹۹ شمارهٔ ۱ جدول‌های موسیقی ۱۶ کشور شد.
«آبی» در ایالات متحده هم عملکرد موفقیت‌آمیزی داشت و تا ردهٔ ششم ۱۰۰ تک‌آهنگ داغ بیلبورد صعود کرد. موقعیت «آبی» در جدول‌های فروش ایالات متحده از این نظر قابل توجه بود که یک ترانه با این سبک به آن جایگاه می‌رسید. در آن سال‌ها هنوز دکتر لوک و ام‌تی‌وی، موسیقی رقص الکترونیک را به پرطرفدارترین سبک موسیقی آن کشور تبدیل نکرده بودند و موسیقی رقص ۴/۴ مورد پسند آمریکایی‌ها آثاری مثل «وُگ» مدونا، «ماکارنا» ی لوس دل ریو، «ریتم یک رقاص است» اسنپ! و «من خیلی سکسی هستم» رایت سد فرد بودند.
«آبی» در چهل و سومین مراسم جایزه گرمی نامزد گرَمی در شاخهٔ «بهترین ضبط موسیقی رقص» بود.